# Betula forrestii
Betula forrestii là một loài thực vật có hoa trong họ Betulaceae. Loài này được Hand.-Mazz. mô tả khoa học đầu tiên năm 1929.

## Hình ảnh

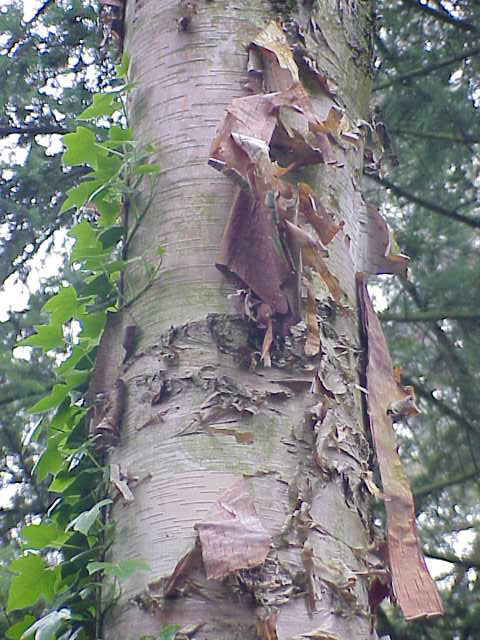
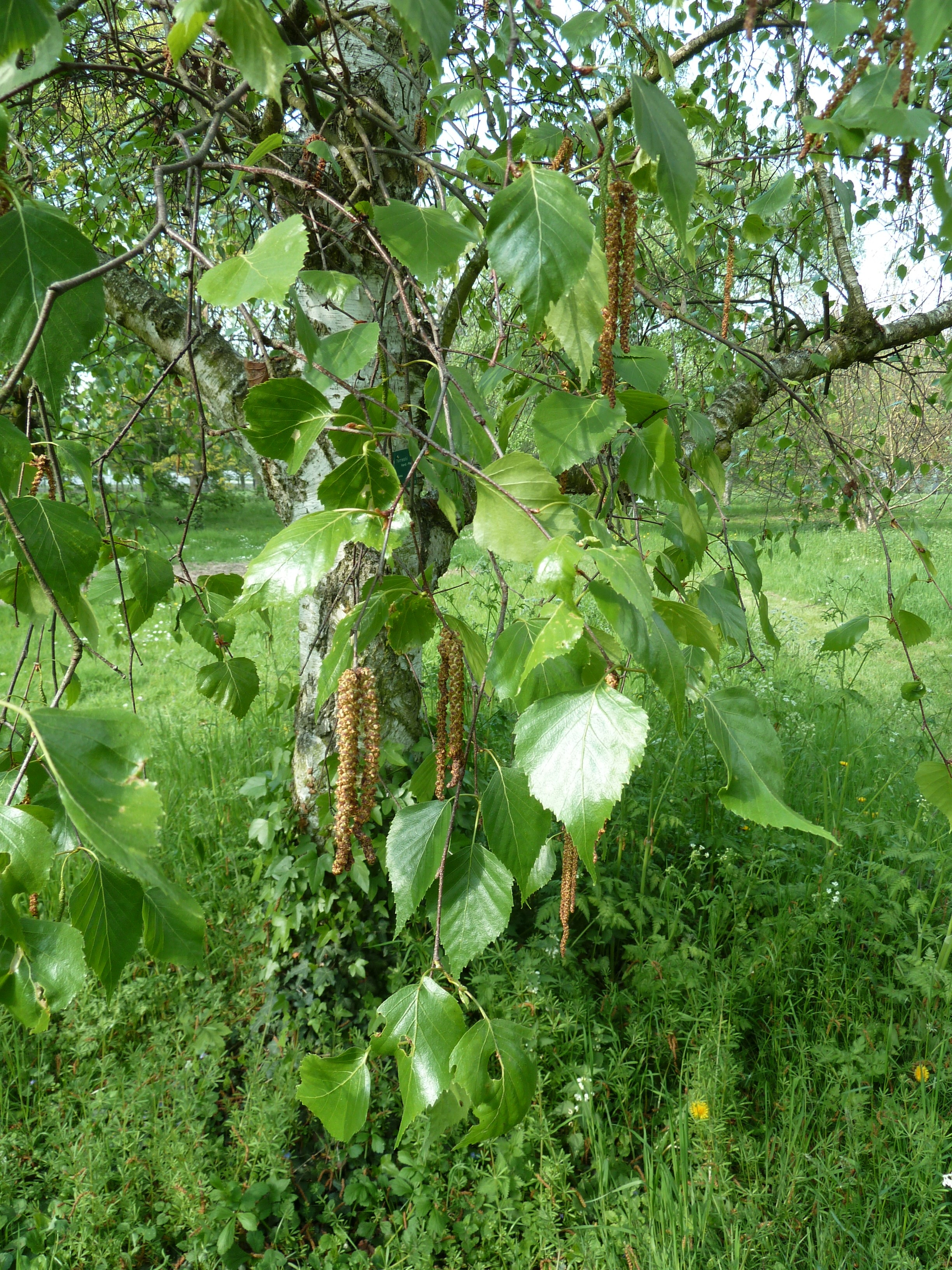
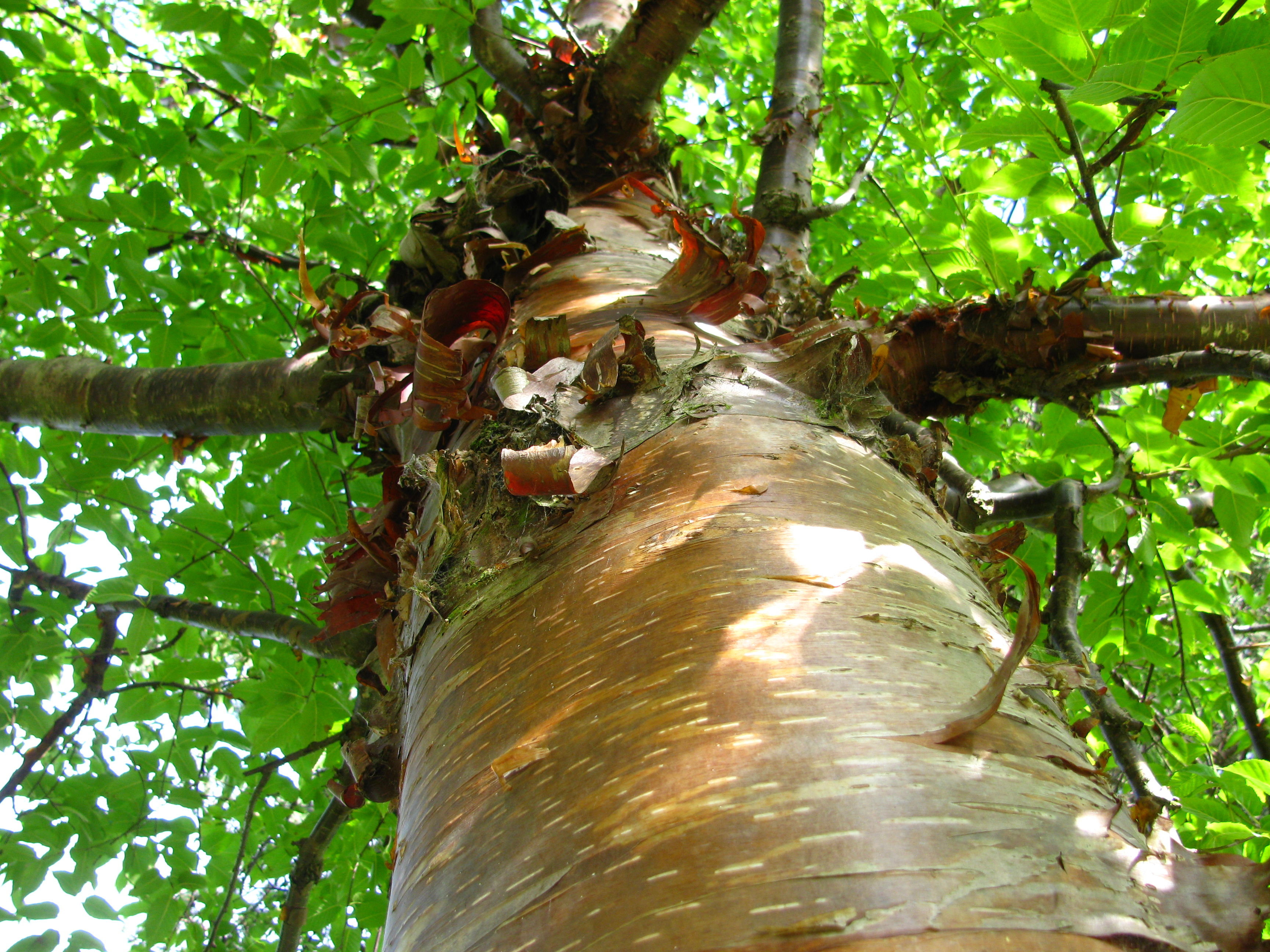
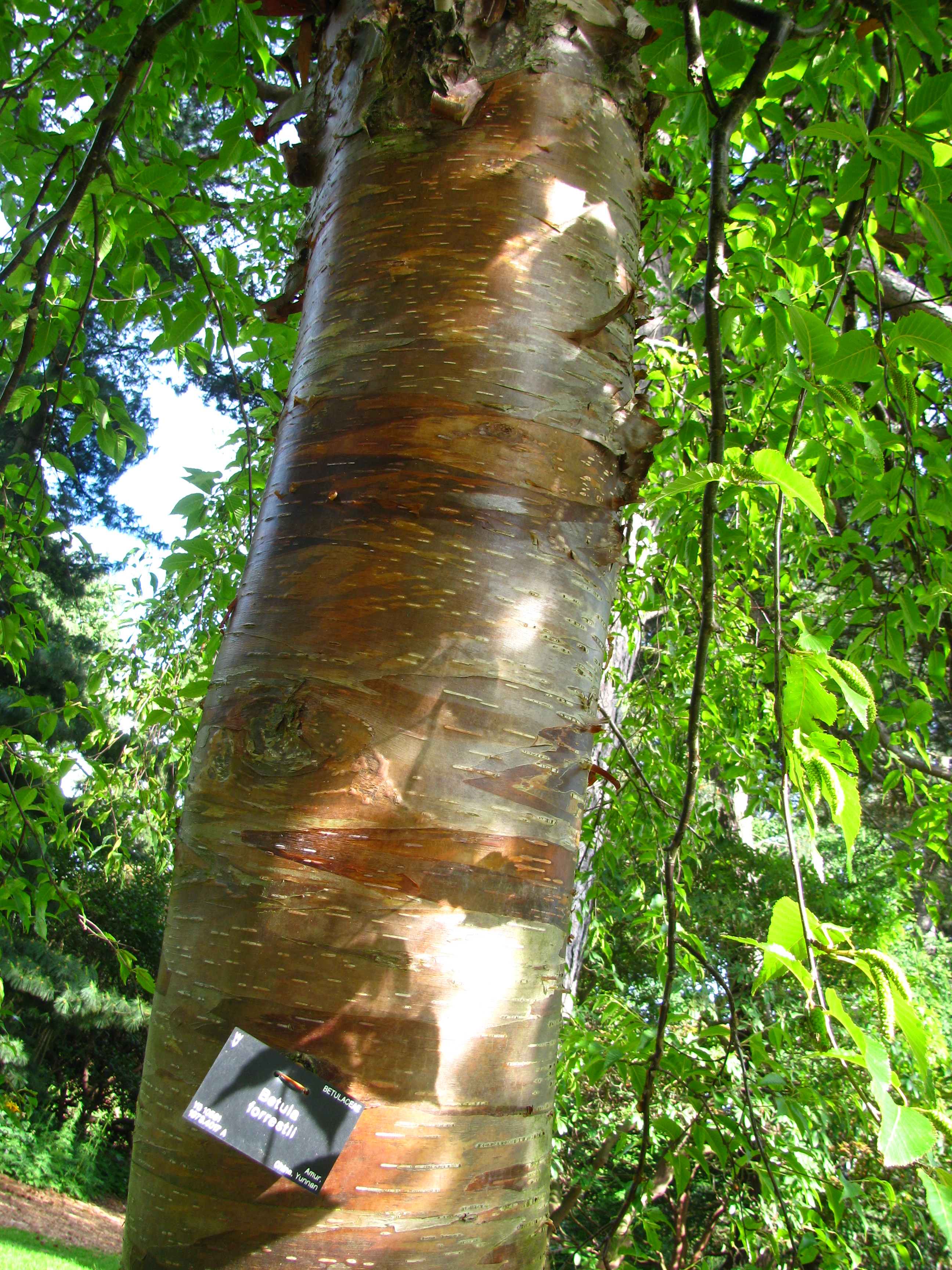